# Nelipophygus ashleyi
Nelipophygus ashleyi är en kackerlacksart som beskrevs av Roth, M. 1969. Nelipophygus ashleyi ingår i släktet Nelipophygus och familjen småkackerlackor.
Artens utbredningsområde är Dominica. Inga underarter finns listade i Catalogue of Life.